# Let Down (Paris Jackson)
Let Down (stilizzato let down con le iniziali minuscole) è il primo singolo da solista della cantante statunitense Paris Jackson, figlia di Michael Jackson, pubblicato il 27 ottobre 2020 dalla Republic Records, che anticipa il suo primo album da solista intitolato Wilted.
Paris Jackson esordisce da solista alla Republic Records con questa ballad, accompagnata da un video musicale drammatico in stile gotico.

## Descrizione
Scritto dalla Jackson stessa con la strumentazione composta da Andy Hull della Manchester Orchestra, il brano folk si apre con una chitarra acustica per poi esplodere in una strumentazione lussureggiante.
La cantante ha dichiarato:
(Paris Jackson)
Il titolo, “Let Down”, è un termine dal duplice significato: deludere o abbassare la guardia. Il brano racconta della fine di un amore. Un’esperienza reale, vissuta davvero dall'autrice. La donna in queste strofe racconta di cosa si provi a lasciare andare l’uomo che si ritiene l’amore della vita, senza il quale si ha la sensazione che la propria esistenza non abbia un senso concreto. La cantautrice, racconta di aver composto da sola il pezzo nel silenzio della sua camera. La cantante ha inoltre dichiarato alla rivista Rolling Stone:  
(Paris Jackson)

## Il videoclip
Il video è stato diretto da Meredith Alloway e presenta la ventiduenne Jackson per la prima volta come figura centrale di un corto musicale tutto suo. Il video è ambientato a un ballo in maschera e segue una storia d’amore in stile vittoriano che dona un’aria gotica, nonché di sofferenza e introspezione. Paris ha spiegato che il concept per il video è nato da una conversazione con la regista che le ha menzionato questa citazione di Alexander McQueen:
(Alexander McQueen)
Dal momento che la fioritura e il decadimento erano comunque i temi originali del video, hanno deciso di immergersi più a fondo in McQueen come ispirazione e vedere così se potevano mettere le mani su uno dei suoi progetti; la Jackson ha scelto il look 20 della collezione primavera/estate 2007 di McQueen, un opulento abito gotico in pizzo nero che non richiedeva alcun taglio o aggiustamento per lei, dichiarando che «si adattava perfettamente all'atmosfera e ha funzionato».
Paris balla con un uomo nel video, prima di venire trascinata via da figure in maschera che la trattengono mentre piange. Ricordando i tempi più felici, condivide un bacio con il ragazzo prima di fare a pezzi un fiore, ma il momento di dolcezza è di breve durata; pubblicato volutamente nel periodo di Halloween, il videoclip termina con una scena scioccante in cui l'amato della ragazza le strappa il cuore dal petto mentre viene mostrato un primo piano della cantante col sangue che sgorga sul suo collo. La ripresa finale mostra la ragazza insanguinata, sdraiata sul pavimento, col cuore strappatole gettato a terra al suo fianco che continua a pulsare fino all'ultimo battito.